# Hội Kê Trưởng Công chúa
Hội Kê Trưởng Công chúa (chữ Hán: 會稽長公主; ? - 444), thụy hiệu là Hội Kê Tuyên Trưởng Công chúa (會稽宣長公主) là công chúa triều Lưu Tống, con gái cả của Lưu Tống Vũ Đế Lưu Dụ.

## Tiểu sử
Thời gian Lưu Hưng Đệ sinh ra, cha bà Lưu Dụ vẫn còn đang thuở hàn vi. Mẹ bà Tang Ái Thân (臧爱亲), là vợ đầu của Lưu Dụ, mất sớm. Bà gả cho Chấn Uy tướng quân Từ Quỳ Chi của triều Đông Tấn, sinh hai con trai là Từ Trạm Chi (徐湛之) và Từ Thuần Chi (徐淳之).
Năm Nghĩa Hi thứ 11 (415), triều Tấn An Đế, Từ Quỳ Chi khi thảo phạt Tịnh Châu thứ sử Tư Mã Hưu Chi thì tử trận. Khoảng 5 năm sau (420), Lưu Dụ đăng vị Hoàng đế, lập ra triều Lưu Tống, Lưu Hưng Đệ thụ phong Hội Kê công chúa (會稽公主). Công chúa là con gái đầu, là đích xuất nhưng sớm mất chồng, các con đều còn nhỏ cả, Tống Vũ Đế đặc biệt thương yêu con gái và cháu ngoại, do đó cũng thường đặc biệt gia ân, yêu quý.
Năm Cảnh Bình thứ 2 (424), em trai khác mẹ của Lưu Hưng Đệ là Lưu Nghĩa Long kế vị, tức Lưu Tống Văn Đế. Vị Tân Hoàng đế cực kì kính trọng Đích trưởng tỷ Lưu Hưng Đệ, tôn làm Trưởng công chúa. Năm Nguyên Gia thứ 3 (426), Văn Đế thảo phạt Tịnh Châu Thứ sử Tạ Hối, thỉnh mời chĩ gái Hội Kê Trưởng công chúa nhập cung, quyển ["Tổng nhiếp lục cung"; 總攝六宮].
Năm thứ 17 (440), Từ Trạm Chi liên lụy trong vụ án của Đại tướng quân Bành Thành vương Lưu Nghĩa Khang, em trai Văn Đế, do đó cầu xin mẫu thân. Hội Kê Trưởng công chúa liền đem một cái Nạp bố y (纳布衣) của Vũ Đế vào cung, khóc rống ném xuống đất, nói với Văn Đế rằng:"Nhà ngươi vốn nghèo hèn, mẫu thân của ta vì phụ thân mà làm cho cái áo này. Nay ngươi ăn no ngủ kĩ, lại ức hiếp con trai ta sao?!". Văn Đế vì thế không xử phạt Trạm Chi, phân làm Thái tử chiêm sự, Lưu Nghĩa Khang làm Thứ sử Giang Châu. Khi Văn Đế đến nhà của Hội Kê Trưởng công chúa, bà hành đại lễ, thỉnh cầu bảo toàn sinh mệnh cho Lưu Nghĩa Khang, Văn Đế bèn chỉ vào lăng viên của Vũ Đế, thề cả đời không đoạt sinh mạng của Lưu Nghĩa Khang.
Năm thứ 21 (444), Hội Kê Trưởng công chúa Lưu Hưng Đệ qua đời, thụy hiệu là Tuyên (宣). Sang năm sau (445), Lưu Nghĩa Khang lại phạm vào sự kiện mưu phản, Văn Đế lại không vội xử tội, nhưng sau đó (451) bèn cho xử tử Nghĩa Khang. Con trai của Hưng Đệ là Từ Trạm Chi thăng đến Thượng thư bộc xạ, sau Thái tử Lưu Thiệu âm mưu cướp ngôi, Từ Trạm Chi tham gia sự kiện và bị bại lộ, cũng bị xử trảm.